# アルザス級戦艦
アルザス級戦艦（アルザスきゅうせんかん、Alsace class battleship）とは第二次世界大戦前にフランス海軍が計画した戦艦。

## 概要
リシュリュー級3隻とガスコーニュ級3隻に続き、ドイツのZ計画に対抗すべく計画された艦である。

## 外観
艦の形状はリシュリュー級に準じ、艦首から1番・2番主砲塔2基を背負い式に配置し、クレマンソーと同様に艦橋と主砲塔の間に副砲塔を一基、艦橋とMACK式煙突の左右には連装高角砲が片舷6基ずつ計12基が装備される。煙突の背後に副砲塔2基を後ろ向きに背負い式配置し、後ろ向きの3番主砲の順である。艦尾に水上機の格納庫とカタパルトとクレーンが設置されている。

## 主砲
主砲はリシュリュー級と同様に「1935年型 正38cm（45口径）砲」を採用した。重量884kgの砲弾を最大仰角35度で41,700mまで届かせることが出来るこの砲を前級リシュリュー級と同じく四連装砲塔に収めた。俯仰能力は仰角35度、俯角5度である。旋回角度は船体首尾線方向を0度として1番・3番砲塔が左右150度、2番主砲塔が156度の広い旋回角度を持つ、主砲身の俯仰・砲塔の旋回・砲弾の揚弾・装填は主に電力で行われ、補助に人力を必要とした。発射速度は毎分2.2発である。その砲威力は第二次世界大戦での主要な砲戦の行われた射距離20,000m台ならば舷側装甲393mmを易々と貫通する優秀な艦砲である。枢軸国では大和型戦艦を除いてこの砲に耐えられる防御を持つ戦艦はなく、4連装12門という砲門数も相俟って仮想敵のドイツ海軍の戦艦を火力において圧倒するものであった。これの他に38cm4連装砲塔から40.6cm3連装砲塔に換装したプランも存在する。

## 副砲・高角砲、その他の備砲について
副砲は軽巡洋艦エミール・ベルタン（ラ・ガリソニエール級軽巡洋艦）にも採用された1935年型 15.2cm（55口径）砲を採用した。性能は重量54～58.8 kgの砲弾を最大仰角45度で26,960 mまで届かせることが出来るこの砲を3連装砲塔に収めた。俯仰能力は仰角75度、俯角8.5度で、装填角度は俯角5度から仰角15度の間である。旋回角度は船体首尾線方向を0度として中央部砲塔が左右175度、舷側砲塔は左右150度の旋回角度を持つ、主砲身の俯仰・砲塔の旋回・砲弾の揚弾・装填は主に電力で行われ、補助に人力を必要とした。発射速度は毎分5～8発である。
高射砲は同じく新設計の1930年型 10cm（50口径）高角砲を採用した。13.5kgの砲弾を仰角45度で15,900 m、14.2kgの対空榴弾を最大仰角80度で高度10,000mまで到達できた。旋回と俯仰は電動と人力で行われ、左右方向に80度旋回でき、俯仰は仰角80度、俯角10度であった。発射速度は毎分10発だった。これを船体中央部に間隔を空けて片舷6基12門を搭載する。他に高角砲の射界をカバーする役割として計画時に1925年型オチキス37mm（50口径）機関砲を連装砲架で16基32門、1929年型13.2mm（50口径）機銃を4連装砲架で16基装備する計画であった。

## 機関
機関配置はフランス近代戦艦伝統のシフト配置である。機関はインドル・スラ式重油専焼水管缶8基とパーソンズ式ギヤード・タービン4基4軸を組み合わせ、最大出力は197,000hpで計画速力は30ノットを発揮する計画であった。

## 防御
本級は対抗艦種としてドイツ海軍のビスマルク級戦艦やイタリア海軍のヴィットリオ・ヴェネト級戦艦への対抗を念頭に置いて設計されており、高い重量計算と技術能力により手堅い防御力を与えられている。
前述の四連装砲の採用により浮いた重量を防御装甲に回した結果、舷側装甲は列強新戦艦の中では厚い部類に入る330mm装甲を船体内側に15度傾斜して貼られ、防御範囲は水線上部3.3mから水線下2mまでの広範囲を守る事ができた。
水平防御も主甲板装甲や副砲弾薬庫上面が150mm、主砲火薬庫上面には170mm装甲が奢られ、さらに、断片防御に機関区上面には40mmの断片防御装甲が貼られた。また、水線下区画内には液層や空層に加えてエボナイト・ムースと呼ばれる弾力性充填材が注入され、魚雷触雷時の衝撃波と水圧をこれで受けて被害を抑える狙いがあった。

## 同型艦
- アルザス Alsace
- ノルマンディー Normandie
- フランドル Flandre
- ブルゴーニュ Bourgogne